# Tromsø Idrettslag 2012
Questa voce raccoglie le informazioni riguardanti il Tromsø Idrettslag nelle competizioni ufficiali della stagione 2012.

## Stagione
Il Tromsø chiuse la stagione al 4º posto, mentre l'avventura nella Coppa di Norvegia 2012 si concluse in finale, quando la squadra fu sconfitta ai calci di rigore dallo Hødd. Il club norvegese non superò poi gli spareggi dell'Europa League 2012-2013, venendo eliminato dai serbi del Partizan. Il 20 agosto 2012, l'allenatore Per-Mathias Høgmo manifestò la volontà di lasciare il Tromsø al termine della stagione. I calciatori più utilizzati in stagione furono Magnus Andersen e Fredrik Björck, con 42 presenze ciascuno (30 in campionato, 6 nella coppa nazionale e altrettante in Europa League). Zdeněk Ondrášek fu il miglior marcatore – nonché capocannoniere del campionato in ex aequo con Péter Kovács – con 18 reti (di cui 14 nell'Eliteserien, 3 nella Coppa di Norvegia e una in Europa League).

## Maglie e sponsor
Lo sponsor tecnico per la stagione 2012 fu Puma, mentre lo sponsor ufficiale fu Sparebank 1. La divisa casalinga fu composta da una maglietta rossa con strisce bianche, pantaloncini e calzettoni bianchi. La divisa da trasferta fu invece di colore blu, con inserti bianchi.
| Casa | Trasferta |

## Rosa
| N. |                      | Ruolo | Calciatore              |
| -- | -------------------- | ----- | ----------------------- |
| 1  | Svezia (bandiera)    | P     | Marcus Sahlman          |
| 2  | Senegal (bandiera)   | C     | Serigne Kara            |
| 3  | Svezia (bandiera)    | D     | Fredrik Björck          |
| 4  | Norvegia (bandiera)  | D     | Ruben Kristiansen       |
| 5  | Norvegia (bandiera)  | D     | Lasse Nilsen            |
| 6  | Norvegia (bandiera)  | A     | Morten Mathisen         |
| 7  | Finlandia (bandiera) | C     | Miika Koppinen          |
| 8  | Norvegia (bandiera)  | C     | Andreas Skog            |
| 9  | Norvegia (bandiera)  | C     | Steffen Nystrøm         |
| 10 | Norvegia (bandiera)  | C     | Thomas Drage            |
| 11 | Norvegia (bandiera)  | C     | Ruben Yttergård Jenssen |
| 12 | Norvegia (bandiera)  | P     | Steffen Andreassen      |
| 13 | Rep. Ceca (bandiera) | A     | Zdeněk Ondrášek         |
| 14 | Norvegia (bandiera)  | D     | Hans Norbye             |

| N. |                      | Ruolo | Calciatore              |
| -- | -------------------- | ----- | ----------------------- |
| 15 | Norvegia (bandiera)  | C     | Magnus Andersen         |
| 16 | Norvegia (bandiera)  | D     | Hans Åge Yndestad       |
| 17 | Norvegia (bandiera)  | C     | Remi Johansen           |
| 18 | Norvegia (bandiera)  | C     | Thomas Kind Bendiksen   |
| 19 | Norvegia (bandiera)  | C     | William Frantzen        |
| 20 | Somalia (bandiera)   | A     | Mohammed Ahamed         |
| 21 | Norvegia (bandiera)  | D     | Vegard Lysvoll          |
| 22 | Senegal (bandiera)   | D     | Saliou Ciss             |
| 23 | Norvegia (bandiera)  | D     | Kent-Are Antonsen       |
| 25 | Norvegia (bandiera)  | A     | Ole Martin Årst         |
| 27 | Svezia (bandiera)    | P     | Benny Lekström          |
| 28 | Svizzera (bandiera)  | A     | Aleksandar Prijović     |
| 35 | Finlandia (bandiera) | P     | Henri Sillanpää         |
| 99 | Norvegia (bandiera)  | D     | Jonas Høylo Fundingsrud |

## Calciomercato

### Sessione invernale(dal 01/01 al 31/03)
| Acquisti | Acquisti              | Acquisti           | Acquisti      |
| R.       | Nome                  | da                 | Modalità      |
| -------- | --------------------- | ------------------ | ------------- |
| P        | Benny Lekström        | svincolato         |               |
| D        | Ruben Kristiansen     | Tromsdalen         | definitivo    |
| D        | Vegard Lysvoll        | Tromsdalen         | definitivo    |
| C        | Thomas Kind Bendiksen | svincolato         |               |
| C        | Mads Reginiussen      | Ranheim            | fine prestito |
| A        | Mohammed Ahamed       | Sarpsborg 08       | fine prestito |
| A        | Ole Martin Årst       | svincolato         |               |
| A        | Simen Møller          | Strømmen           | fine prestito |
| A        | Zdeněk Ondrášek       | Dyn. Č. Budějovice | prestito      |

| Cessioni | Cessioni               | Cessioni  | Cessioni      |
| R.       | Nome                   | a         | Modalità      |
| -------- | ---------------------- | --------- | ------------- |
| P        | Robin Malmqvist        | Halmstad  | fine prestito |
| D        | Ludvig Rinde           |           | svincolato    |
| C        | Lars Henrik Andreassen | Finnsnes  | definitivo    |
| C        | Thomas Holm            | Molde     | fine prestito |
| C        | Mads Reginiussen       |           | svincolato    |
| A        | Mustafa Abdellaoue     | Vålerenga | fine prestito |
| A        | Håkon Kjæve            |           | svincolato    |
| A        | Simen Møller           |           | svincolato    |
| A        | Sigurd Rushfeldt       |           | ritiro        |
| A        | El Hadj Sega Ngom      | Alta      | fine prestito |

### Sessione estiva(dal 01/08 al 31/08)
| Acquisti | Acquisti            | Acquisti           | Acquisti   |
| R.       | Nome                | da                 | Modalità   |
| -------- | ------------------- | ------------------ | ---------- |
| P        | Henri Sillanpää     | GAIS               | prestito   |
| A        | Zdeněk Ondrášek     | Dyn. Č. Budějovice | definitivo |
| A        | Aleksandar Prijović | Sion               | prestito   |

| Cessioni | Cessioni        | Cessioni   | Cessioni   |
| R.       | Nome            | a          | Modalità   |
| -------- | --------------- | ---------- | ---------- |
| D        | Vegard Lysvoll  | Tromsdalen | prestito   |
| A        | Mohammed Ahamed | Tromsdalen | definitivo |

## Risultati

### Eliteserien

#### Girone di andata
| Arbitro: | Edvartsen (Hamar) |

|              |           |  |
| Ondrášek 62’ | Marcatori |  |

| Ålesund 2 aprile 2012, ore 19:00 2ª giornata | Aalesund           | 0 – 0 referto | Tromsø | Color Line Stadion (9.459 spett.)\| Arbitro: \| Hafsås (Trondheim) \| |
| Arbitro:                                     | Hafsås (Trondheim) |               |        |                                                                       |

| Arbitro: | Staberg (Harstad) |

|                                  |           |  |
| Andersen 19’ Kara 45’ Norbye 76’ | Marcatori |  |

| Arbitro: | Døvle (Larvik) |

|                                                  |           |                |
| Ondrášek 8’ Drage 18’ (rig.) Aanestad 37’ (aut.) | Marcatori | 74’ Torsteinbø |

| Arbitro: | Skjerven (Kaupanger) |

|                                       |           |  |
| Henriksen 64’ Dorsin 72’ Svensson 90’ | Marcatori |  |

| Tromsø 28 aprile 2012, ore 18:00 6ª giornata | Tromsø            | 0 – 0 referto | Hønefoss | Alfheim Stadion (4.206 spett.)\| Arbitro: \| Johansen (Brevik) \| |
| Arbitro:                                     | Johansen (Brevik) |               |          |                                                                   |

| Arbitro: | Hagen (Grue) |

|                        |           |                     |
| Johnsen 76’ Brenne 88’ | Marcatori | 11’ Kara 12’ Norbye |

| Arbitro: | Skjerven (Kaupanger) |

|                                |           |            |
| Ondrášek 29’ Andersen 31’, 64’ | Marcatori | 86’ Fellah |

| Arbitro: | Edvartsen (Hamar) |

|                           |           |  |
| Konradsen 2’ Storflor 59’ | Marcatori |  |

| Arbitro: | Helgerud (Lier) |

|                                                                 |           |               |
| Johansen 26’ Andersen 42’ Koppinen 45’ Nystrøm 75’ Ondrášek 81’ | Marcatori | 86’ de Lanlay |

| Arbitro: | Hagen (Grue) |

|                                  |           |                           |
| Berget 51’ Angan 57’ Hovland 69’ | Marcatori | 35’ Ondrášek 90’ Johansen |

| Arbitro: | Hafsås (Trondheim) |

|                   |           |  |
| Ondrášek 13’, 65’ | Marcatori |  |

| Arbitro: | Skjerven (Kaupanger) |

|            |           |            |
| Đurđić 51’ | Marcatori | 59’ Norbye |

| Arbitro: | Kjensli (Oslo) |

|              |           |             |
| Ondrášek 65’ | Marcatori | 90’ Valsvik |

| Arbitro: | Hagen (Grue) |

|                                                        |           |                        |
| Knudtzon 50’ Omoijuanfo 52’ Toindouba 64’ Pálmason 74’ | Marcatori | 11’ Norbye 47’ Nystrøm |

#### Girone di ritorno
| Arbitro: | Sandmoen (Kjelsås) |

|                                                                                   |           |              |
| Skjølsvik 25’ (rig.) Gytkjær 44’ (rig.) Þorsteinsson 56’ Torsteinbø 66’ Helle 75’ | Marcatori | 90’ Prijović |

| Arbitro: | Hagen (Grue) |

|              |           |                   |
| Ondrášek 69’ | Marcatori | 10’ Fredheim Holm |

| Arbitro: | Johnsen (Tønsberg) |

|                               |           |  |
| Srećković 13’ Elyounoussi 57’ | Marcatori |  |

| Arbitro: | Nilsen (Grue) |

|                                                        |           |  |
| Kristiansen 27’ Ciss 31’ Drage 44’ (rig.) Ondrášek 90’ | Marcatori |  |

| Hønefoss 26 agosto 2012, ore 18:00 20ª giornata | Hønefoss  | 0 – 1 referto | Tromsø | AKA Arena (2.660 spett.) |
| \| \| \| \| \| \| Marcatori \| 84’ Johansen \|  |           |               |        |                          |
|                                                 |           |               |        |                          |
|                                                 | Marcatori | 84’ Johansen  |        |                          |

| Arbitro: | Johnsen (Tønsberg) |

|  |           |          |
|  | Marcatori | 14’ Årst |

| Arbitro: | Moen (Haugesund) |

|                                                 |           |                 |
| Björck 23’, 57’ Bendiksen 27’ Ondrášek 53’, 60’ | Marcatori | 38’ Vaagan Moen |

| Arbitro: | Johnsen (Tønsberg) |

|                 |           |  |
| Ciss 18’ (aut.) | Marcatori |  |

| Arbitro: | Rafiq (Oslo) |

|         |           |  |
| Kara 7’ | Marcatori |  |

| Arbitro: | Hafsås (Trondheim) |

|  |           |          |
|  | Marcatori | 73’ Årst |

| Arbitro: | Johansen (Brevik) |

|                       |           |  |
| Prijović 58’ Årst 74’ | Marcatori |  |

| Arbitro: | Staberg (Harstad) |

|           |           |  |
| Berre 71’ | Marcatori |  |

| Arbitro: | Hagen (Grue) |

|              |           |          |
| Prijović 77’ | Marcatori | 4’ Chima |

| Arbitro: | Moen (Haugesund) |

|  |           |                          |
|  | Marcatori | 21’, 78’ (rig.) Ondrášek |

### Coppa di Norvegia
| Lakselv 1º maggio 2012, ore 18:00 Primo turno      | Porsanger | 0 – 2 referto    | Tromsø | Lakselv Kunstgress |
| \| \| \| \| \| \| Marcatori \| 36’, 53’ Nystrøm \| |           |                  |        |                    |
|                                                    |           |                  |        |                    |
|                                                    | Marcatori | 36’, 53’ Nystrøm |        |                    |

| Arbitro: | Borgersen (Oslo) |

|           |           |                        |
| Sisic 84’ | Marcatori | 45’ Frantzen 68’ Drage |

| Arbitro: | Døvle (Larvik) |

|                                                 |           |  |
| Jenssen 48’ Ondrášek 62’ Björck 65’ Lysvoll 87’ | Marcatori |  |

| Arbitro: | Moen (Haugesund) |

|                                 |                      |                                     |
| Vikstøl 90’                     | Marcatori            | 43’ Johansen                        |
| Vilhjálmsson G. Andersen Asante | Tiri di rigore 1 – 4 | Bendiksen M. Andersen Johansen Ciss |

| Arbitro: | Sælen (Bergen) |

|              |           |  |
| Ondrášek 23’ | Marcatori |  |

| Arbitro: | Skjerven (Kaupanger) |

|                       |           |           |
| Ondrášek 23’ Årst 72’ | Marcatori | 83’ Chima |

| Arbitro: | Sælen (Bergen) |

|                                            |                      |                          |
| Sellin 62’                                 | Marcatori            | 87’ Ciss                 |
| Latifu Heltne Nilsen Helland Sandal Rekdal | Tiri di rigore 4 – 2 | Årst Drage Johansen Ciss |

### Europa League
| Lubiana 19 luglio 2012, ore 18:00 Secondo turno di qualificazione - Andata | Olimpia Lubiana   | 0 – 0 referto | Tromsø | ŠRC Stožice\| Arbitro: \| Teixeira Vitienes \| |
| Arbitro:                                                                   | Teixeira Vitienes |               |        |                                                |

| Arbitro: | Malek |

|               |           |  |
| Koppinen 108’ | Marcatori |  |

| Arbitro: | McLean |

|              |           |                   |
| Ondrášek 43’ | Marcatori | 88’ (aut.) Björck |

| Arbitro: | Kulbakov |

|  |           |             |
|  | Marcatori | 9’ Prijović |

| Arbitro: | Schörgenhofer |

|                                  |           |                           |
| Prijović 37’ Björck 77’ Kara 82’ | Marcatori | 43’ Marković 84’ Mitrović |

| Arbitro: | Gumienny |

|            |           |  |
| Ivanov 75’ | Marcatori |  |

## Statistiche

### Statistiche di squadra
| Competizione      | Punti | In casa | In casa | In casa | In casa | In casa | In casa | In trasferta | In trasferta | In trasferta | In trasferta | In trasferta | In trasferta | Totale | Totale | Totale | Totale | Totale | Totale | DR  |
| Competizione      | Punti | G       | V       | N       | P       | Gf      | Gs      | G            | V            | N            | P            | Gf           | Gs           | G      | V      | N      | P      | Gf     | Gs     | DR  |
| ----------------- | ----- | ------- | ------- | ------- | ------- | ------- | ------- | ------------ | ------------ | ------------ | ------------ | ------------ | ------------ | ------ | ------ | ------ | ------ | ------ | ------ | --- |
| Eliteserien       | 49    | 15      | 10      | 4       | 1       | 32      | 8       | 15           | 4            | 3            | 8            | 13           | 24           | 30     | 14     | 7      | 9      | 45     | 32     | +13 |
| Coppa di Norvegia | -     | 3       | 3       | 0       | 0       | 7       | 1       | 4            | 2            | 2            | 0            | 6            | 3            | 7      | 5      | 2      | 0      | 13     | 4      | +9  |
| Europa League     | -     | 3       | 2       | 1       | 0       | 5       | 3       | 3            | 1            | 1            | 1            | 1            | 1            | 6      | 3      | 2      | 1      | 6      | 3      | +3  |
| Totale            | -     | 21      | 15      | 5       | 1       | 44      | 12      | 22           | 7            | 6            | 9            | 20           | 28           | 43     | 22     | 11     | 10     | 64     | 39     | +25 |

### Statistiche dei giocatori
| Giocatore            | Eliteserien | Eliteserien | Eliteserien | Eliteserien | Coppa di Norvegia | Coppa di Norvegia | Coppa di Norvegia | Coppa di Norvegia | Europa League | Europa League | Europa League | Europa League | Totale   | Totale | Totale      | Totale     |
| Giocatore            | Presenze    | Reti        | Ammonizioni | Espulsioni  | Presenze          | Reti              | Ammonizioni       | Espulsioni        | Presenze      | Reti          | Ammonizioni   | Espulsioni    | Presenze | Reti   | Ammonizioni | Espulsioni |
| -------------------- | ----------- | ----------- | ----------- | ----------- | ----------------- | ----------------- | ----------------- | ----------------- | ------------- | ------------- | ------------- | ------------- | -------- | ------ | ----------- | ---------- |
| M. Ahamed            | 0           | 0           | 0           | 0           | 1                 | 0                 | 0                 | 0                 | 0             | 0             | 0             | 0             | 1        | 0      | 0           | 0          |
| M. Andersen          | 30          | 4           | 1           | 0           | 6                 | 0                 | 0                 | 0                 | 6             | 0             | 0             | 0             | 42       | 4      | 1           | 0          |
| S. Andreassen        | 0           | 0           | 0           | 0           | 0                 | 0                 | 0                 | 0                 | 0             | 0             | 0             | 0             | 0        | 0      | 0           | 0          |
| K. Antonsen          | 0           | 0           | 0           | 0           | 0                 | 0                 | 0                 | 0                 | 0             | 0             | 0             | 0             | 0        | 0      | 0           | 0          |
| O. Årst              | 25          | 3           | 3           | 0           | 5                 | 1                 | 0                 | 0                 | 5             | 0             | 0             | 0             | 35       | 4      | 3           | 0          |
| T. Bendiksen         | 23          | 1           | 0           | 0           | 6                 | 0                 | 0                 | 0                 | 5             | 0             | 0             | 0             | 34       | 1      | 0           | 0          |
| F. Björck            | 30          | 2           | 2           | 0           | 6                 | 1                 | 0                 | 0                 | 6             | 1             | 1             | 0             | 42       | 4      | 3           | 0          |
| S. Ciss              | 23          | 1           | 2           | 0           | 7                 | 1                 | 1                 | 0                 | 3             | 0             | 1             | 0             | 33       | 2      | 4           | 0          |
| T. Drage             | 30          | 2           | 1           | 0           | 7                 | 1                 | 2                 | 0                 | 6             | 0             | 0             | 0             | 43       | 3      | 3           | 0          |
| W. Frantzen          | 1           | 0           | 0           | 0           | 2                 | 1                 | 0                 | 0                 | 0             | 0             | 0             | 0             | 3        | 1      | 0           | 0          |
| J. Fundingsrud       | 0           | 0           | 0           | 0           | 0                 | 0                 | 0                 | 0                 | 0             | 0             | 0             | 0             | 0        | 0      | 0           | 0          |
| R. Johansen          | 24          | 3           | 0           | 0           | 7                 | 1                 | 0                 | 0                 | 4             | 0             | 0             | 0             | 35       | 4      | 0           | 0          |
| S. Kara              | 22          | 3           | 6           | 1           | 5                 | 0                 | 1                 | 0                 | 3             | 1             | 1             | 0             | 30       | 4      | 8           | 1          |
| M. Koppinen          | 19          | 1           | 0           | 0           | 4                 | 0                 | 2                 | 0                 | 6             | 1             | 0             | 0             | 29       | 2      | 2           | 0          |
| R. Kristiansen       | 16          | 1           | 0           | 0           | 6                 | 0                 | 0                 | 0                 | 6             | 0             | 0             | 0             | 28       | 1      | 0           | 0          |
| B. Lekström          | 20          | 0           | 2           | 0           | 2                 | 0                 | 0                 | 0                 | 1             | 0             | 0             | 0             | 23       | 0      | 2           | 0          |
| V. Lysvoll           | 4           | 0           | 0           | 0           | 3                 | 1                 | 0                 | 0                 | 2             | 0             | 0             | 0             | 9        | 1      | 0           | 0          |
| M. Mathisen          | 0           | 0           | 0           | 0           | 0                 | 0                 | 0                 | 0                 | 0             | 0             | 0             | 0             | 0        | 0      | 0           | 0          |
| L. Nilsen            | 0           | 0           | 0           | 0           | 0                 | 0                 | 0                 | 0                 | 0             | 0             | 0             | 0             | 0        | 0      | 0           | 0          |
| H. Norbye            | 28          | 4           | 3           | 0           | 6                 | 0                 | 0                 | 0                 | 4             | 0             | 1             | 0             | 38       | 4      | 4           | 0          |
| S. Nystrøm           | 17          | 2           | 0           | 0           | 4                 | 2                 | 1                 | 0                 | 1             | 0             | 0             | 0             | 22       | 4      | 1           | 0          |
| Z. Ondrášek          | 29          | 14          | 3           | 0           | 6                 | 3                 | 0                 | 0                 | 6             | 1             | 0             | 0             | 41       | 18     | 3           | 0          |
| A. Prijović          | 13          | 3           | 0           | 0           | 3                 | 0                 | 0                 | 0                 | 3             | 2             | 0             | 0             | 19       | 5      | 0           | 0          |
| M. Sahlman           | 9           | 0           | 0           | 0           | 5                 | 0                 | 0                 | 0                 | 5             | 0             | 0             | 0             | 19       | 0      | 0           | 0          |
| H. Sillanpää         | 2           | 0           | 0           | 0           | 0                 | 0                 | 0                 | 0                 | 0             | 0             | 0             | 0             | 2        | 0      | 0           | 0          |
| A. Skog              | 0           | 0           | 0           | 0           | 0                 | 0                 | 0                 | 0                 | 0             | 0             | 0             | 0             | 0        | 0      | 0           | 0          |
| H. Yndestad          | 22          | 0           | 2           | 0           | 1                 | 0                 | 0                 | 0                 | 5             | 0             | 1             | 0             | 28       | 0      | 3           | 0          |
| R. Yttergård Jenssen | 29          | 0           | 1           | 0           | 6                 | 1                 | 2                 | 0                 | 6             | 0             | 1             | 0             | 41       | 1      | 4           | 0          |